# Histoire du programme nucléaire militaire italien
Le programme italien d'armement nucléaire est un projet de l'Italie visant à développer des armes nucléaires, à la fin des années 1960 et au début des années 1970. Des scientifiques italiens tels qu'Enrico Fermi et Edoardo Amaldi ont été à l'avant-garde du développement de cette technologie, mais le pays a été interdit de la développer, à la fin de la Seconde Guerre mondiale.
Après plusieurs propositions avortées, visant à établir un programme multilatéral avec les alliés de l'OTAN dans les années 1950 et 1960, l'Italie a lancé un programme national d'armement nucléaire. Le pays a transformé le croiseur léger  Giuseppe Garibaldi, et y a développé et testé le missile balistique Alfa. Le programme a pris fin en 1975 avec l'adhésion de l'Italie au traité de non-prolifération. Actuellement, l'Italie ne produit ni ne possède d'armes nucléaires, mais elle participe au programme de partage nucléaire de l'OTAN et héberge des bombes nucléaires B61 sur les bases aériennes d'Aviano et de Ghedi.

## Historique du projet
Les physiciens italiens, tels que les frères de la Via Panisperna dirigés par Enrico Fermi, ont été à l'avant-garde du développement de la physique nucléaire. En effet, certains, comme Fermi, ont participé au projet Manhattan et à la création de la première arme nucléaire pendant la Seconde Guerre mondiale. À la fin de la guerre, l'armée italienne était particulièrement désireuse d'acquérir des armes nucléaires.
Cependant, le traité de paix de 1947 interdit au pays de développer ses propres armes nucléaires. Dans la situation géopolitique de la guerre froide naissante, l'Italie a élaboré une stratégie politique qui s'appuyait sur le multilatéralisme, principalement à travers une relation étroite avec les États-Unis, l'adhésion à l'OTAN et une plus grande intégration européenne, pour sa défense. Une attitude similaire a été adoptée à l'égard de son programme d'armes nucléaires.

## Déploiements américains

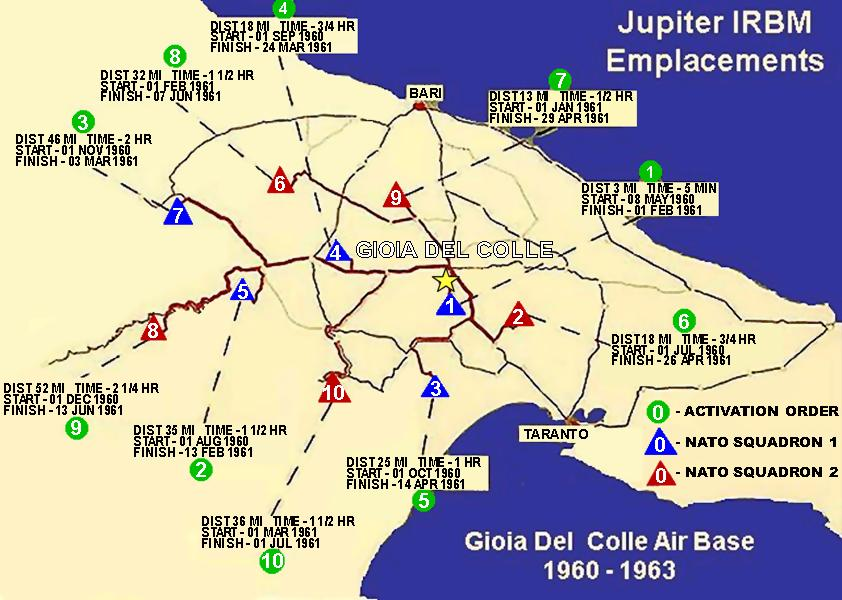
Sites du plan Jupiter.

Les premières armes nucléaires déployées sur le sol italien furent les missiles MGR-1 Honest John et MGM-5 Corporalen septembre 1955. Par temps de guerre, elles devaient être utilisées pour ralentir l'avancée des forces ennemies, passant par l'Autriche et la Yougoslavie, offrant à l'armée italienne suffisamment de temps pour une mobilisation complète. Elles ont progressivement été accompagnées d'autres armes nucléaires, notamment des munitions de démolition atomique, et près de 90 missiles sol-air MIM-14 Nike Hercules équipés d'ogives W31 en 1960. Cependant, il ne s'agissait pas d'armes italiennes ; l'armée américaine conservait la propriété, la garde et le contrôle de tous ces systèmes.
Pour l'Italie, cela n'était pas suffisant, a déclaré le ministre de la Défense Paolo Emilio Taviani le 29 novembre 1956. Le gouvernement italien essayait de persuader ses alliés de « supprimer les restrictions injustifiées concernant l'accès des pays de l'OTAN à de nouvelles armes ».
La décision de la Suisse, le 23 décembre 1958, de poursuivre un programme d'armes nucléaires a donné un élan supplémentaire à l'Italie dans sa volonté de se doter de cette arme. Des pressions ont été exercées sur les États-Unis pour qu'ils fournissent des armes nucléaires supplémentaires. Le 26 mars 1959, un accord est signé en vertu duquel l'armée de l'air italienne a reçu 30 missiles balistiques à portée intermédiaire (IRBM) PGM-19 Jupiter, pouvant opérer à partir de la base aérienne de Gioia del Colle.
Les premiers missiles sont arrivés le 1er avril 1960. Cette fois, les missiles étaient exploités par une branche de l'armée italienne : la 36e Aerobrigata. 
Le déploiement ne dura cependant pas longtemps… Le 5 janvier 1963, les États-Unis annoncèrent qu'ils retiraient les missiles Jupiter, conséquence de la crise des missiles de Cuba, en vertu d'un accord avec l' Union soviétique stipulant que les États-Unis retireraient leurs missiles d'Italie et de Turquie en échange du retrait par l'Union soviétique de ses missiles de Cuba. La décision fut approuvée par le gouvernement italien et la brigade fut désactivée le 1er avril 1963.

## La force multilatérale
Entre-temps, l'Italie envisageait de travailler au développement d'une force nucléaire européenne au sein de l'OTAN : la Force multilatérale (FML). La FML était un concept promu par les États-Unis visant à placer toutes les armes nucléaires de l'OTAN non exploitées par leurs propres services, sous le contrôle conjoint des forces américaines et européennes, avec un accord double. Pour les États-Unis, la FML était une tentative d'équilibrer le désir des autres membres de l'OTAN de jouer un rôle dans la dissuasion nucléaire.
Le programme s'appuyait sur un programme nucléaire collaboratif des nations européennes. L'Italie, la France et l'Allemagne avaient travaillé sur une dissuasion nucléaire commune, mais ces travaux furent interrompus en 1958 par le désir de Charles de Gaulle de disposer d'une dissuasion française indépendante. La FML a été poursuivi par les administrations Kennedy et Johnson et a constitué un élément fondamental de l'accord de Nassau entre les États-Unis et le Royaume-Uni, ainsi que de la tentative d'adhésion du Royaume-Uni à la Communauté économique européenne (CEE) en 1961.
Dans le cadre de la FML, les États-Unis ont proposé que plusieurs pays de l'OTAN utilisent l'IRBM UGM-27 Polaris sur des plateformes maritimes, à la fois des sous-marins nucléaires et des navires de surface. La marine italienne a proposé un sous-marin à propulsion nucléaire et un croiseur modifié. La Marine a retiré le croiseur léger Guiseppe Garibaldi de sa flotte, et a modifié le navire entre 1957 et 1961 en tant que croiseur lance-missiles, pouvant accueillir quatre missiles Polaris. Un test concluant a eu lieu en septembre 1962. Peu de temps après, en décembre 1962, le ministre italien de la Défense Giulio Andreotti demanda officiellement aux États-Unis d'aider l'Italie à développer la propulsion nucléairepour sa flotte.
Le gouvernement italien a vu l'apparition de mouvements visant à stopper la prolifération des armes nucléaires sur son sol. Au Comité des dix-huit nations sur le désarmement, l'Union soviétique a exigé que la FML soit aboli dans le cadre de ses négociations sur le Traité de non-prolifération. Les États-Unis ont mis fin à l'accord le 17 décembre 1964 avec le Mémorandum d'action de sécurité nationale n° 322.

## Le choix de l'indépendance
Après l'échec de ses efforts multilatéraux, l'Italie a de nouveau envisagé de créer une force de dissuasion indépendante. L'Italie avait de l'expérience en matière de technologie nucléaire, avec la maitrise des technologies BWR, Magnox et PWR, ainsi que le réacteur d'essai RTS-1 « Galileo Galilei » de 5 MW au CAMEN (Centre d'applications militaires de l'énergie nucléaire). Elle disposait également d'un grand nombre d'avions à capacité nucléaire, dont le Lockheed F-104 Starfighter, et développait le Panavia Tornado en vue de se doter de la capacité de porter une frappe nucléaire.
En 1971, la marine italienne lance le programme de développement du missiles balistiques Alfa, une fusée à deux étages pouvant être embarquée sur des sous-marins ou des navires. 

## Attitude des Italiens à l'égard des armes nucléaires
Dans les années 1950, la population italienne ignorait les questions de l'ère atomique, qui venait d'émerger. Les débats envers l'implantation d'armes nucléaires sur le sol italien étaient généralement politiques et non publiques. Les partisans de la démocratie chrétienne étant généralement en faveur et les partisans du Parti communiste italien etaient quant à eux, contre. 
Un mouvement plus large en faveur du désarmement nucléaire et contre les essais d'armes nucléaires est apparu au milieu des années 1950. Une combinaison de pacifistes chrétiens et de marxistes, dont beaucoup n'étaient pas affiliés aux principaux partis politiques, se sont unis dans le but de protester. En même temps, des physiciens italiens comme Edoardo Amaldi se sont prononcés à l'encontre de la recherche nucléaire militaire, notamment par le biais d'actions multinationales comme les Conférences Pugwash sur la science et les affaires mondiales. Tout au long des années 1960 et 1970, le programme nucléaire italien faisait de plus en plus débat au sein de la population. La création d'une force de dissuasion nucléaire italienne était généralement moins soutenue et, lorsque de nouvelles armes américaines ont été déployées sur le territoire national, le gouvernement a essayé de faire le moins de vagues possibles pour éviter de déclencher une réaction négative de la part de la population. 

## Les armes nucléaires depuis 1975

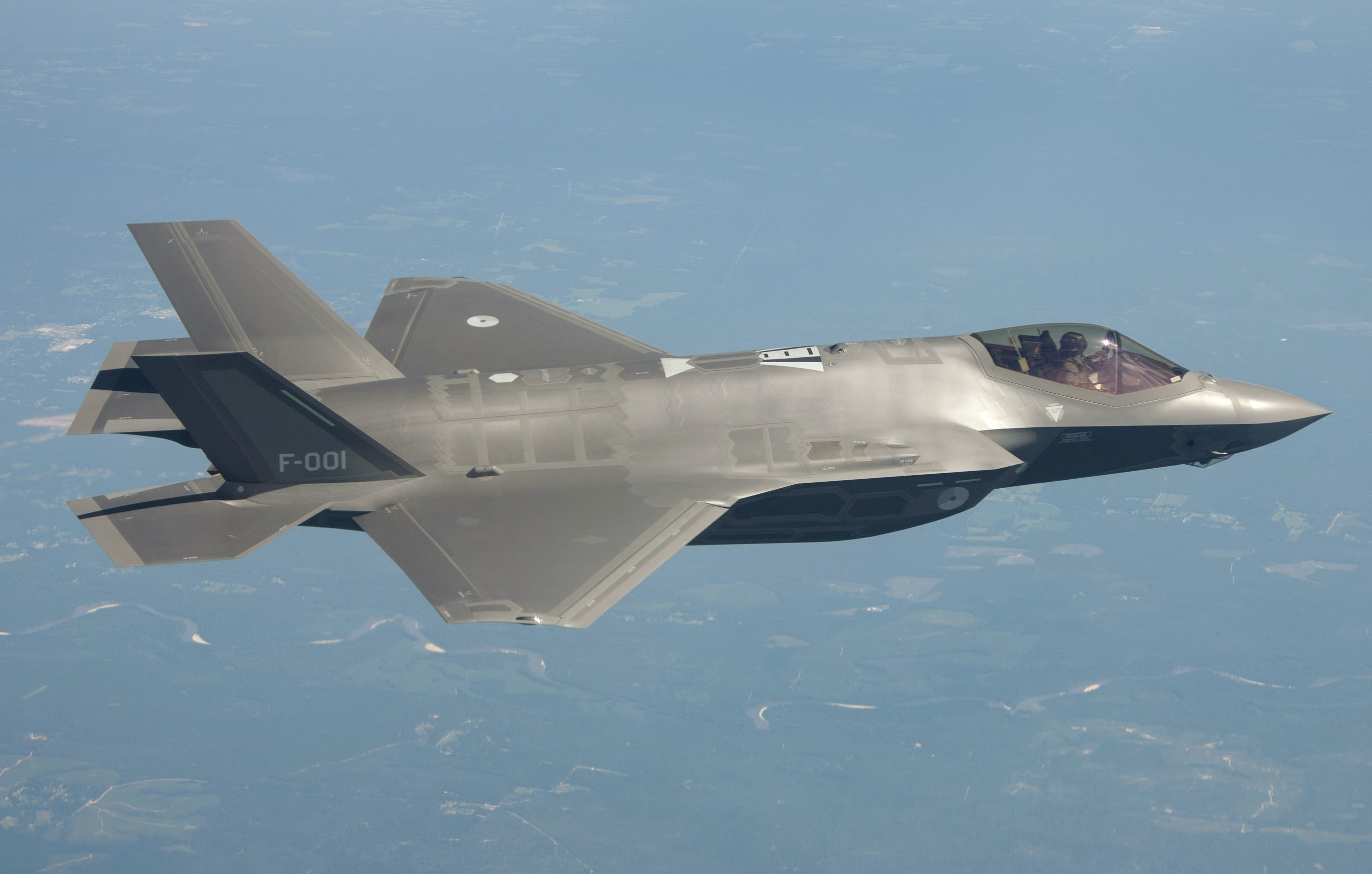
L'armée italienne utilise des F-35 qui devrait pouvoir porter l'arme atomique d'ici 2026.

Depuis qu'elle a ratifié le Traité sur la non-prolifération des armes nucléaires et qu'elle a mis fin à son propre programme, l'Italie continue d'héberger des armes nucléaires sur son sol. Le pays est resté membre du programme de partage nucléaire de l'OTAN et a été utilisé par l'armée américaine pour le déploiement du missile de croisière à lancement terrestre BGM-109G, du missile balistique tactique MGM-52 Lance et des obus d'artillerie W33, W48 et W79. La 3e brigade de missiles « Aquileia » de l'armée italienne a été formée à l'utilisation de ces munitions. 
Le pays a activement participé au programme, en prenant par exemple l'initiative en mars 1979 de déployer ce qui allait devenir le BGM-109G avant les autres membres de l'OTAN.  Au début des années 1980, plusieurs unités d'armes nucléaires américaines ont été déployées en Italie pour soutenir les forces armées italiennes, parmi lesquelles : 
- Le 599e groupe d'artillerie de l'armée américaine
  - Le 28e Groupe de soutien des ogives d'artillerie de campagne
  - La 62e compagnie du génie des munitions de démolition atomique
  - La 69e compagnie d'artillerie, munitions spéciales, soutien direct
- Le 183e Escadron de soutien aux munitions de l'US Air Force

Des bombes nucléaires B61 étaient également stationnées en Italie au même moment. L'armée de l'air italienne avait les capacités techniques pour utiliser ces armes en cas de guerre : en 2005, l'ancien président Francesco Cossiga a déclaré que pendant la guerre froide, le rôle de l'Italie dans une riposte planifiée consistait à frapper la Tchécoslovaquie et la Hongrie si le Pacte de Varsovie avait mené une attaque nucléaire contre l'OTAN. Il a reconnu, par la suite, la présence d'armes nucléaires américaines en Italie et a laissé sous-entendre la possible présence d'armes nucléaires britanniques et françaises sur le sol italien.
Cependant, au cours des années 1980, un mouvement populaire grandissant s'est manifesté contre les armes nucléaires. Au moment même où le camp de paix des femmes de Greenham Common était mis en place dans le Berkshire, en Angleterre, 60 000 personnes marchaient de Pérouse à Assise contre la guerre nucléaire. Le mois suivant, entre 200 000 et 300 000 personnes défilèrent à Rome. Le mouvement était très large, et s'est développé rapidement. La marche du 22 octobre 1982 a attiré entre un un demi-million et un million de partisans. Le mouvement a repris encore plus d'ampleur en 1987 lorsque, à la suite de la catastrophe de Tchernobyl, une série de référendums a démontré l'opinion populaire à l'encontre de l'énergie nucléaire.
L'armée américaine a retiré ses dernières armes nucléaires d'Italie en 1992 lorsqu'elle a rapatrié le dernier missile Lance. Cependant, pour beaucoup de gens, cela n'a pas été suffisant. En mars 2008, 67 248 citoyens italiens ont signé une pétition pour déclarer le pays zone dénucléarisée. En juin, de hauts responsables politiques de tous bords, Massimo D'Alema, Arturo Parisi, Gianfranco Fini, Giorgio La Malfa et Francesco Calogero, ont signé une déclaration en faveur du désarmement. 
En 2015, il restait  entre 70 et 90 bombes nucléaires B61 mod 3, mod 4 et mod 7 stockées sur deux principaux sites. 50 à la base aérienne d'Aviano et entre 20 et 40 à la base aérienne de Ghedi.